# Adil Djabout
 (mai 2019).
Adil Djabout est un footballeur algérien né le 31 décembre 1992 à Chlef. Il évolue au poste de milieu offensif du MC Oran.

## Biographie
Le 15 décembre 2017, il se met en évidence avec le club de la JS Kabylie, en inscrivant un triplé en fin de match lors de la réception du MC Oran, permettant ainsi à son équipe d'arracher le match nul (3-3).
Avec le club du CS Constantine, il participe à la Ligue des champions d'Afrique lors de la saison 2018-2019. Il joue six matchs et inscrit deux buts dans cette compétition. Il marque notamment un but en quart de finale face à l'Espérance sportive de Tunis, ce qui s'avère toutefois insuffisant pour se qualifier pour les demi-finales.

## Palmarès
- Finaliste de la Coupe d'Algérie en 2018 avec la JS Kabylie
- Vainqueur du Groupe Est de troisième division en 2016 avec l'US Biskra